# Gonzaga (Filippine)
Gonzaga è una municipalità di seconda classe delle Filippine, situata nella Provincia di Cagayan, nella Regione della Valle di Cagayan.
Gonzaga è formata da 25 baranggay:
- Amunitan
- Batangan
- Baua
- Cabanbanan Norte
- Cabanbanan Sur
- Cabiraoan
- Calayan
- Callao
- Caroan
- Casitan
- Flourishing (Pob.)
- Ipil
- Isca

- Magrafil
- Minanga
- Paradise (Pob.)
- Pateng
- Progressive (Pob.)
- Rebecca (Nagbabalacan)
- San Jose
- Santa Clara
- Santa Cruz
- Santa Maria
- Smart (Pob.)
- Tapel